# تامزرط
تامزرط (به عربی: تامزرط) یک منطقهٔ مسکونی در تونس است که در استان قابس واقع شده‌است.